# Дома 1182 км
Дома 1182 км — населённый пункт в Глазовском районе Удмуртии Российской Федерации. Входит в состав сельского поселения Октябрьское.

## География
Находится на расстоянии примерно 16 км на восток-юго-восток по прямой от центра района города Глазов у железнодорожной линии Киров-Пермь.

## История
Известен с 1971 года как Казарма 1182 км.

## Население
| 2010 | 2012 |
| ---- | ---- |
| 3    | →3   |

Постоянное население составляло 9 человека (удмурты 100 %) в 2002 году, 39 в 2012.